# Gibbaria
Gibbaria es un género monotípico de plantas fanerógamas perteneciente a la familia de las asteráceas. Su única especie Gibbaria scabra es originaria de Sudáfrica.

## Descripción
Es un arbusto, ramificado, rígido, erecto, con la hojas sésiles, linear-subuladas, mucronadas. La inflorescencia en pedúnculo terminal, con cabeza floral, los rayos 10-12, amarillos. Las anteras sagitadas en la base, exactamente igual que en otras especies.

## Taxonomía
Gibbaria scabra fue descrita por (Thunb.) Norl. y publicado en Stud. Calenduleae i. 360 (1943).
Sinonimia
- Anaglypha aspera DC.
- Gibbaria bicolor Cass.
- Osteospermum scabrum Thunb.
- Xerothamnus ecklonianus DC.